# Championnat d'Écosse de football 1946-1947
Navigation
Édition précédente Édition suivante
La 50e édition du championnat d'Écosse de football est remportée par les Rangers FC. C’est le premier championnat disputé après la Seconde Guerre mondiale. L’interruption aura donc duré sept saisons. C’est pour le club de Glasgow le 25e titre de champion, le deuxième consécutif si l’on fait abstraction de la guerre. Les Rangers gagnent avec deux points d’avance sur le Hibernian FC.  Aberdeen FC complète le podium. Le Celtic FC, l’autre grand club du championnat termine à la septième place, soit un des plus mauvais résultats de l’histoire du club.
Le championnat s’est transformé. La guerre a occasionné des dégâts dans l’économie du football écossais. La compétition ne rassemble plus que 16 équipes en première division : quatre clubs auront disparu de l’élite, Saint Johnstone, Ayr United,  Albion Rovers, Arbroath FC, Raith Rovers. Seul le Greenock Morton la rejoint.
Le système de promotion/relégation reste en place: descente et montée automatique, sans matchs de barrage pour les deux derniers de première division et les deux premiers de deuxième division. Kilmarnock FC et Hamilton Academical descendent en deuxième division. Ils sont remplacés pour la saison 1947/48 par Dundee FC et Airdrieonians.
Avec 22 buts marqués en 30 matchs,  Bobby Mitchell de Third Lanark Athletic Club remporte pour la première fois le titre de meilleur buteur du championnat.

## Les clubs de l'édition 1946-1947
| Club                              | Ville      |
| --------------------------------- | ---------- |
| Aberdeen Football Club            | Aberdeen   |
| Celtic Football Club              | Glasgow    |
| Clyde Football Club               | Glasgow    |
| Falkirk Football Club             | Falkirk    |
| Hamilton Academical Football Club | Hamilton   |
| Heart of Midlothian Football Club | Édimbourg  |
| Hibernian Football Club           | Leith      |
| Kilmarnock Football Club          | Kilmarnock |
| Greenock Morton Football Club     | Greenock   |
| Motherwell Football Club          | Motherwell |
| Partick Thistle Football Club     | Glasgow    |
| Queen of the South Football Club  | Dumfries   |
| Queen's Park Football Club        | Glasgow    |
| Rangers Football Club             | Glasgow    |
| Saint Mirren Football Club        | Paisley    |
| Third Lanark Athletic Club        | Glasgow    |

## Compétition

### Classement
Le classement est établi sur le barème de points classique (victoire à 2 points, match nul à 1, défaite à 0).
| Rang | Équipe              | Pts | J  | G  | N  | P  | Bp | Bc | Diff |
| ---- | ------------------- | --- | -- | -- | -- | -- | -- | -- | ---- |
| 1    | Rangers FC T        | 46  | 30 | 21 | 4  | 5  | 76 | 26 | +50  |
| 2    | Hibernian FC        | 44  | 30 | 19 | 6  | 5  | 69 | 33 | +36  |
| 3    | Aberdeen FC C       | 39  | 30 | 16 | 7  | 7  | 58 | 41 | +17  |
| 4    | Heart of Midlothian | 38  | 30 | 16 | 6  | 8  | 52 | 43 | +9   |
| 5    | Partick Thistle FC  | 35  | 30 | 16 | 3  | 11 | 74 | 59 | +15  |
| 6    | Greenock Morton P   | 34  | 30 | 12 | 10 | 8  | 58 | 45 | +13  |
| 7    | Celtic FC           | 32  | 30 | 13 | 6  | 11 | 53 | 55 | -2   |
| 8    | Motherwell FC       | 29  | 30 | 12 | 5  | 13 | 58 | 54 | +4   |
| 9    | Third Lanark AC     | 28  | 30 | 11 | 6  | 13 | 56 | 64 | -8   |
| 10   | Clyde FC            | 27  | 30 | 9  | 9  | 12 | 55 | 65 | -10  |
| 11   | Falkirk FC          | 26  | 30 | 8  | 10 | 12 | 62 | 61 | +1   |
| 12   | Queen of the South  | 26  | 30 | 9  | 8  | 13 | 44 | 69 | -25  |
| 13   | Queen's Park FC     | 22  | 30 | 8  | 6  | 16 | 47 | 60 | -13  |
| 14   | Saint Mirren        | 22  | 30 | 9  | 4  | 17 | 47 | 65 | -18  |
| 15   | Kilmarnock FC       | 21  | 30 | 6  | 9  | 15 | 44 | 66 | -22  |
| 16   | Hamilton Academical | 11  | 30 | 2  | 7  | 21 | 38 | 85 | -47  |

| Légende : Qualifications et relégations | Légende : Qualifications et relégations                           |
| --------------------------------------- | ----------------------------------------------------------------- |
|                                         | Champion d'Écosse                                                 |
|                                         | Relégation en deuxième division                                   |
|                                         | T : Tenant du titre C : Vainqueur de la Coupe d'Écosse P : Promus |

## Bilan de la saison
| Tableau d'Honneur                |             |
| Compétition                      | Vainqueur   |
| Championnat d'Écosse de football | Rangers FC  |
| Coupe d'Écosse de football       | Aberdeen FC |

| Promotions et relégations |                                   |
| Promus                    | Dundee FC Airdrieonians           |
| Relégués                  | Kilmarnock FC Hamilton Academical |

## Statistiques

### Meilleur buteur
1. Bobby Mitchell, Third Lanark Athletic Club, 22 buts